# Medaille „Für den Sieg über Japan“

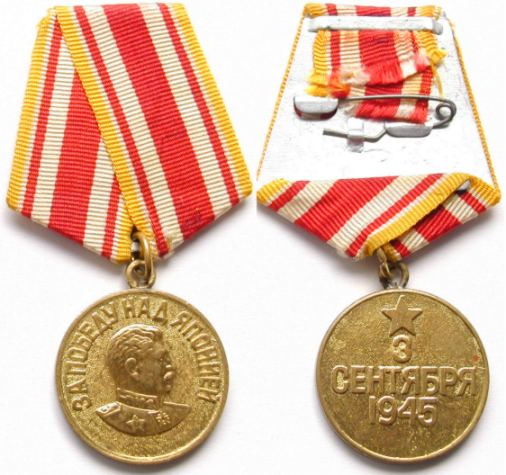
Avers und Revers der Medaille

Die Medaille „Für den Sieg über Japan“ (russisch Медаль „За победу над Японией“) war eine sowjetische Auszeichnung, die im Zuge des Zweiten Japanisch-Chinesischen Krieges und der Kapitulation der japanischen Truppen in China am 3. September 1945 in einer Stufe von Josef Stalin gestiftet wurde.

## Aussehen und Trageweise
Die goldfarbene Medaille zeigt auf ihrem Avers das rechtsblickende Kopfporträt Stalins in Uniform auf gekörntem Grund sowie die Umschrift За победу над Японией (Für den Sieg über Japan). Das Revers zeigt die dreizeilige Inschrift 3 / Сентября / 1945 (3. September 1945), welche für die Kapitulation der japanischen Streitkräfte auf chinesischem Boden steht. Darüber prangt ein Sowjetstern.
Getragen wurde die Medaille an der linken oberen Brustseite des Beliehenen an einer langgestreckten pentagonalen stoffbezogenen Spange in der Farbkombination Rot-Weiß-Rot-Weiß-Rot, wobei der Saum gelb gehalten ist. Die dazugehörige Interimsspange ist von gleicher Beschaffenheit.